# Alex Mighten
Alex Mighten (West Hartford, 11 aprile 2002) è un calciatore inglese, ala del San Diego e della nazionale under-20 inglese.

## Carriera

### Club

#### Gli inizi, Nottingham Forest
Cresciuto nelle giovanili del Nottingham Forest, debutta in prima squadra il 24 settembre 2019 subentrando a Ribeiro nel match di EFL cup perso per 5-0 contro l'Arsenal. Esordisce in campionato il 22 febbraio 2020, nel match pareggiato 0-0 contro il QPR. Trova la prima rete il 19 dicembre 2020 nel match terminato 1-1 contro il Milwall.

#### Sheffield Wednesday, Kortrijk e Port Vale
Il 29 agosto 2022 viene ceduto in prestito allo Sheffield Weds, dove colleziona 14 presenze e 2 reti complessivamente prima che, il 10 gennaio successivo, il Nottingham Forest decidesse di risolvere il prestito e farlo rientrare.
La stagione seguente, dopo aver iniziato con Reds, viene prestato ai belgi del Kortrijk, con cui colleziona 12 presenze complessive fino al 9 gennaio 2024 quando il prestito è stato risolto.
Il 1º febbraio 2024 viene ceduto in prestito al Port Vale.

### Nazionale
Mighten ha ricevuto giocato il primo match con l'Inghilterra under 15 il 19 dicembre 2016, mentre, il 29 marzo 2018, trova il primo gol con la nazionale under 16, nel match contro la nazionale under 17 senegalese. Il 6 settembre 2021 esordisce con la nazionale under 20 nel match vinto 6-1 contro la nazionale under-20 rumena. Essendo nato ad West Hartford potrebbe essere convocato anche dalla nazionale americana

## Statistiche

### Presenze e reti nei club
Statistiche aggiornate al 20 luglio 2025.
| Stagione                 | Squadra                  | Campionato               | Campionato | Campionato | Coppe nazionali | Coppe nazionali | Coppe nazionali | Coppe continentali | Coppe continentali | Coppe continentali | Altre coppe | Altre coppe | Altre coppe | Totale | Totale | Totale |
| Stagione                 | Squadra                  | Comp                     | Pres       | Reti       | Comp            | Pres            | Reti            | Comp               | Pres               | Reti               | Comp        | Pres        | Reti        | Pres   | Reti   |        |
| ------------------------ | ------------------------ | ------------------------ | ---------- | ---------- | --------------- | --------------- | --------------- | ------------------ | ------------------ | ------------------ | ----------- | ----------- | ----------- | ------ | ------ | ------ |
| 2019-2020                | Nottingham Forest        | FLC                      | 8          | 0          | FACup+CdL       | 1+1             | 0               | -                  | -                  | -                  | -           | -           | -           | 10     | 0      |        |
| 2020-2021                | Nottingham Forest        | FLC                      | 24         | 3          | FACup+CdL       | 2+1             | 0               | -                  | -                  | -                  | -           | -           | -           | 27     | 3      |        |
| 2021-2022                | Nottingham Forest        | FLC                      | 23+1       | 1          | FACup+CdL       | 1+2             | 0               | -                  | -                  | -                  | -           | -           | -           | 27     | 1      |        |
| lug.-ago. 2022           | Nottingham Forest        | PL                       | 1          | 0          | FACup+CdL       | 0+1             | 0               | -                  | -                  | -                  | -           | -           | -           | 2      | 0      |        |
| ago. 2022-gen. 2023      | Sheffield Weds           | FL1                      | 9          | 1          | FACup+EFL       | 2+0             | 1+0             | -                  | -                  | -                  | FLT         | 3           | 0           | 14     | 2      |        |
| gen.-giu. 2023           | Nottingham Forest        | PL                       | -          | -          | FACup+CdL       | 0+1             | 0               | -                  | -                  | -                  | -           | -           | -           | 1      | 0      |        |
| lug.-set. 2023           | Nottingham Forest        | PL                       | 0          | 0          | FACup+CdL       | -               | -               | -                  | -                  | -                  | -           | -           | -           | 0      | 0      |        |
| Totale Nottingham Forest | Totale Nottingham Forest | Totale Nottingham Forest | 57         | 4          | -               | 10              | 0               | -                  | -                  | -                  | -           | -           | -           | 67     | 4      |        |
| set. 2023-gen. 2024      | Kortrijk                 | PL                       | 10         | 0          | CB              | 2               | 0               | -                  | -                  | -                  | -           | -           | -           | 12     | 0      |        |
| feb.-giu. 2024           | Port Vale                | FL1                      | 10         | 0          | FACup+CdL       | -               | -               | -                  | -                  | -                  | EFLT        | -           | -           | 10     | 0      |        |
| 2024-2025                | Nordsjælland             | SL                       | 0          | 0          | CD              | 0               | 0               | -                  | -                  | -                  | -           | -           | -           | 0      | 0      |        |
| 2025                     | San Diego                | MLS                      | 19         | 1          | -               | -               | -               | -                  | -                  | -                  | -           | -           | -           | 19     | 1      |        |
| Totale carriera          | Totale carriera          | Totale carriera          | 105        | 6          | -               | 14              | 1               | -                  | -                  | -                  | -           | 3           | 0           | 122    | 7      |        |